# Музей Отечественной войны 1812 года
Музе́й Оте́чественной войны́ 1812 го́да — музей в Москве, посвящённый событиям Отечественной войны 1812 года. Расположен в специально построенном павильоне во дворе бывшего здания Городской думы. Является филиалом Государственного исторического музея. Открытие состоялось в 2012-м — к 200-летию войны с Францией. По состоянию на 2018 год, экспозиция включает в себя более 2000 предметов: медали и ордена, подлинное оружие, архивные документы и художественные произведения.

## История

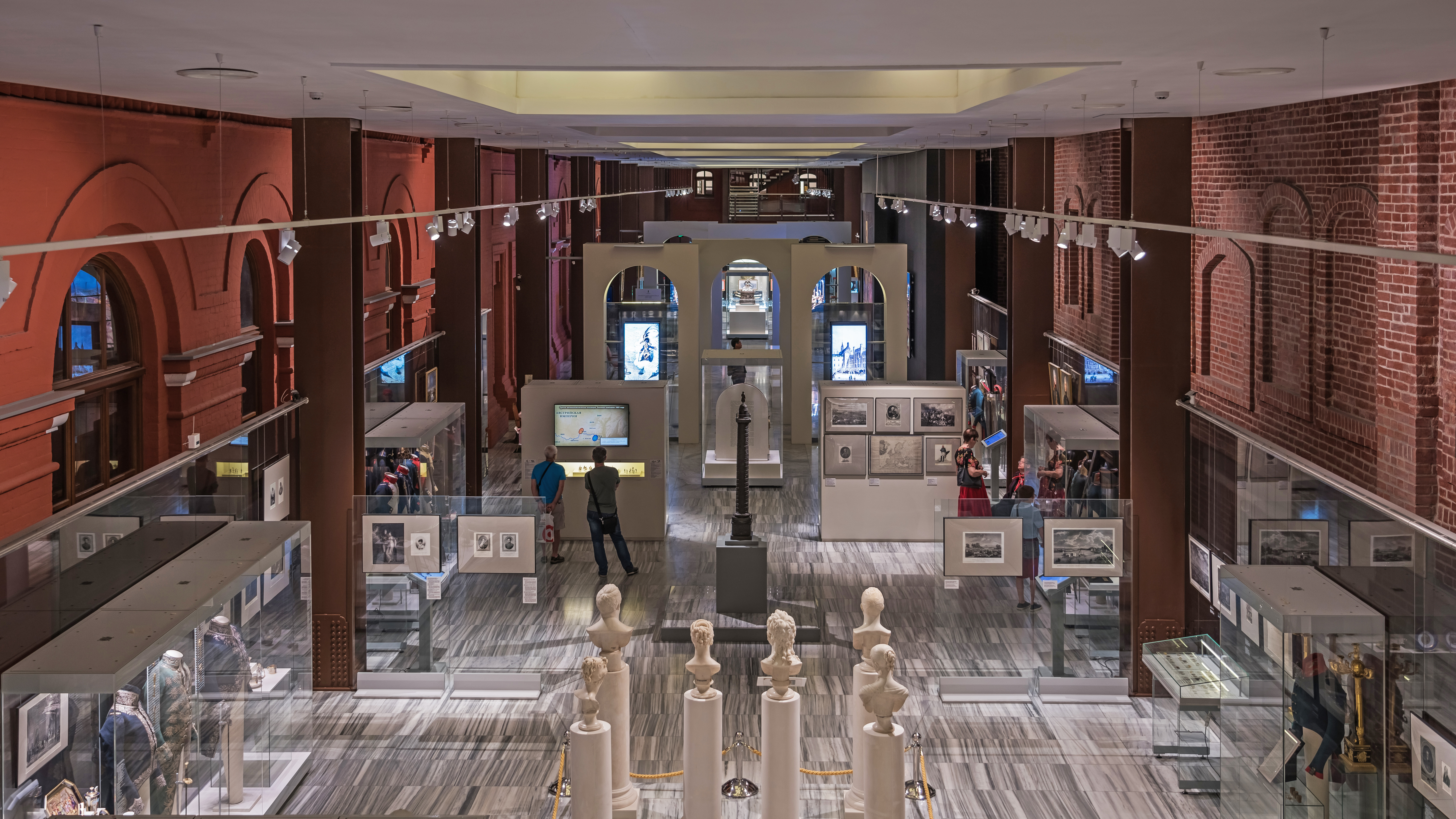
Павильон музея

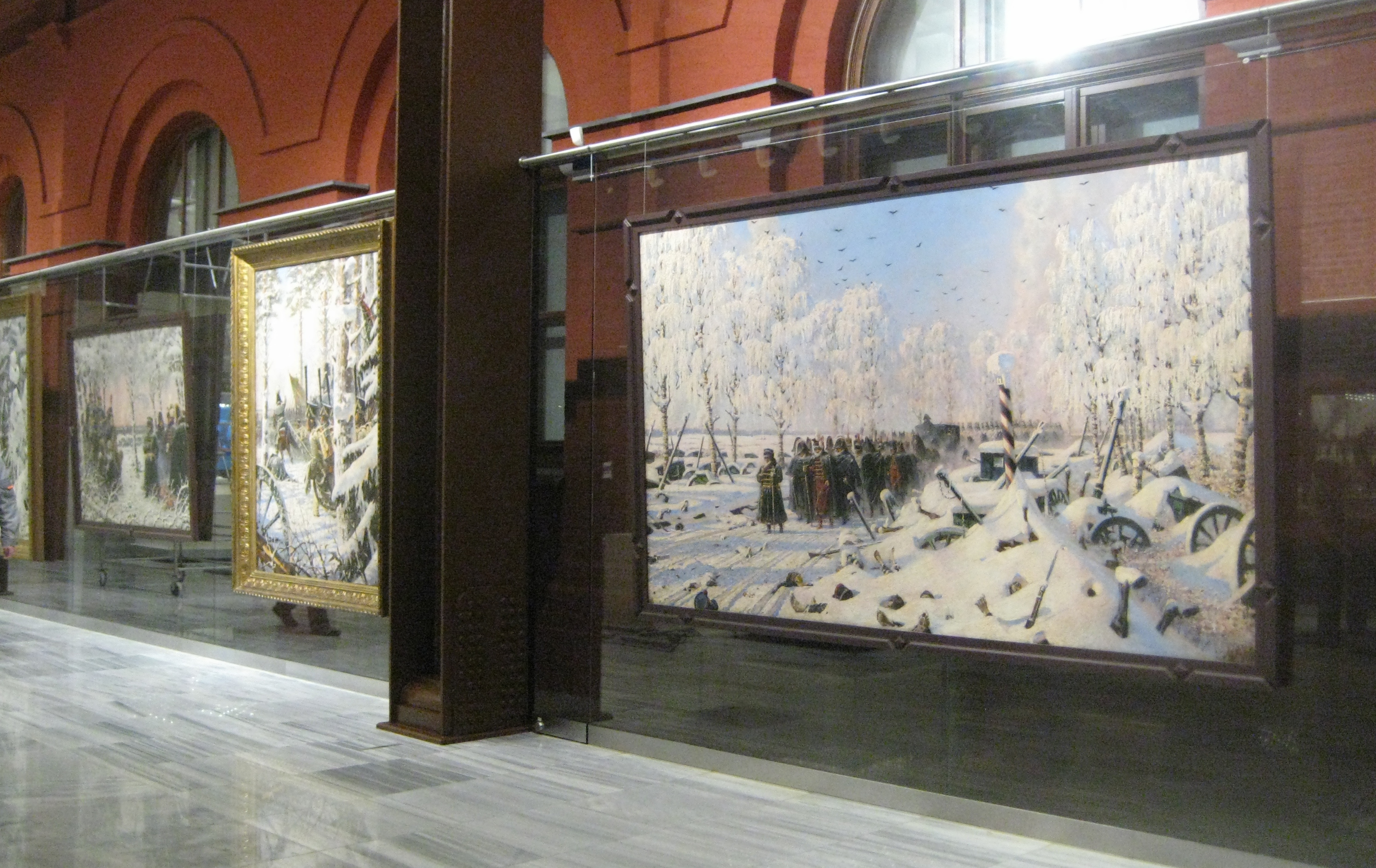
Экспозиция музея, 2012 год

### Предшественники
Музей Отечественной войны 1812 года планировалось открыть ещё в середине XIX века. Первым мемориалом, посвящённый событиям, стал памятник героям, построенный в 1839 году на Бородинском поле. В 1868 году благотворитель Эммануил Нарышкин передал в управление Москве избу, где собирался Филёвский совет. В деревянном доме сохранились мемориальные предметы со дня переговоров, на основе которых в 1880-е было решено организовать Кутузовский музей.
Также в 1903 году сотрудники станции Бородино в одной из комнат вокзала создали «Музей 1812 года». В тот же год началась народная инициатива по сбору денежных средств на создание полноценного музея. В 1908 году по поручению Николая II было решено организовать Высочайше утверждённый Особый комитет по устройству в Москве Музея 1812 года. Организацию возглавил действительный член Императорского Русского военно-исторического общества полковник Генерального штаба Владимир Афанасьев. Воплощать задуманное комитет начал с издания брошюры «Где быть музею 1812 года».
В 1909 году была создана первая выставка об истории войны, экспонируемая в Потешном дворце Кремля. В 1912-м при Историческом музее открылось девять экспозиционных залов, где выставлялись экспонаты начала XIX века, оружие, серия картин Василия Верещагина о войне, а также коллекция Алексея Бахрушина. Планировалось, что эти залы станут основой будущего музея. К этому же времени было собрано около 200 тысяч рублей на строительство здания музея и имперской администрацией был объявлен конкурс на лучший архитектурный проект. Так, Иван Поздеев предлагал построить музей в старорусском стиле на территории храма Христа Спасителя, однако власти были против — постройка нарушила бы исторический ансамбль.
Первая мировая война помешала планам по созданию музея и его организация была временно отложена. После революции 1917 года экспозиция Исторического музея, посвящённая войне 1812 года, была расформирована по разным хранилищам (однако, большая её часть попала впоследствии в собрание ГИМ).

### Открытие музея
В 2009 году было опубликовано распоряжение Правительства России о строительстве музея, посвящённого событиям Отечественной войны 1812 года. Его концепцию подготовили научные работники ГИМ: Виктор Безотосный, А. Смирнов, А. Яновский, К. Мееров и Н. Языкова. По проекту архитектора П. Андреева в техническом дворе старого здания Московской городской думы был возведён двухэтажный павильон, покрытый металлическими конструкциями. Общая площадь выставочного пространства составила 1800 м². Колонны павильона построены на сваях, вбитых в землю на 12 метров. Таким образом здание не касается исторических стен и не несёт вреда историческим постройкам Красной площади
Музей был торжественно открыт 4 сентября 2012 года как филиал ГИМ к 200-летию с начала Отечественной войны 1812 года. На церемонии присутствовал председатель правительства Дмитрий Медведев, который первым расписался в книге почётных гостей.

## Экспозиция

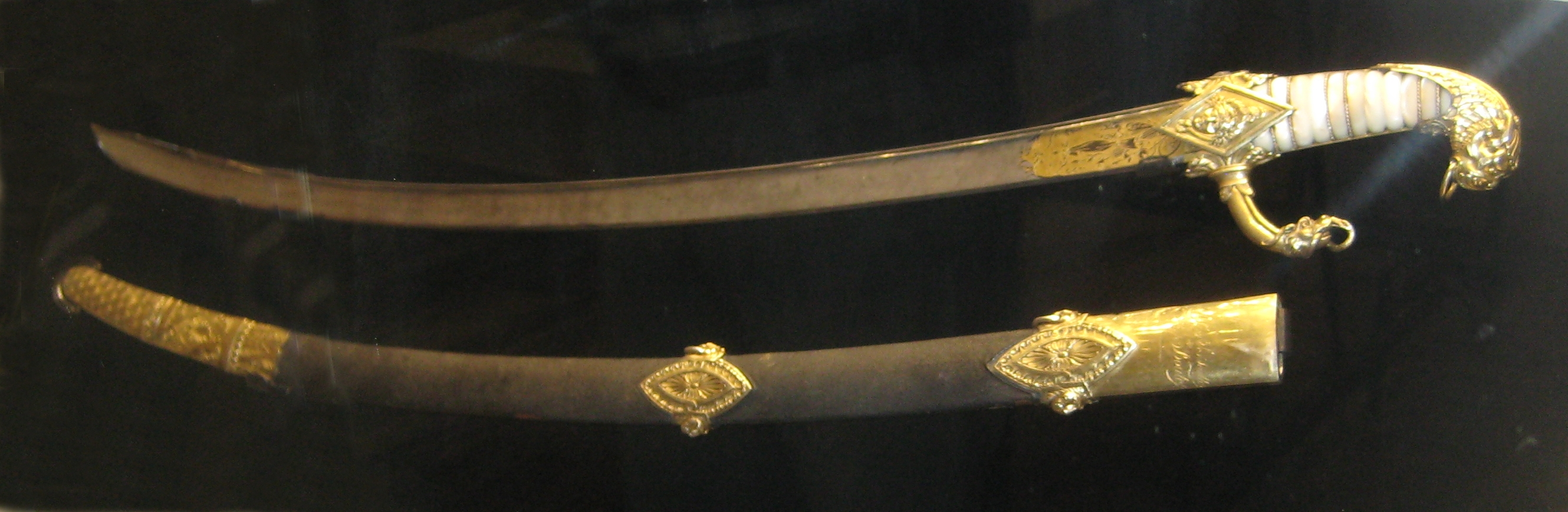
Сабля Наполеона, 2012 год

По состоянию на 2018 год коллекция музея состоит из более чем 2000 экспонатов. Экспозиционное пространство рассказывает о русско-французских отношениях в предшествующее войне десятилетие, самой войне, а также о событиях первых послевоенных лет в Европе. Построена по хронологическому принципу и состоит из нескольких тематических разделов:
- «Александр и Наполеон: дипломатия нейтралитета 1801—1805»
- «Военные кампании 1806—1807 годов»
- «Русско-французский союз. расширение Французской Империи»
- «Подготовка к войне. 1809—1812»
- «Начальный период войны: от Немана до Смоленска»
- «Бородинское сражение»
- «Великая армия в древней столице. Московский пожар»
- «Изгнание неприятеля из России»
- «Дорога к триумфу. Заграничные походы»
- «Память о войне»[3].

При входе в музей находится стенопись работы Генриха Семирадского «Святой благоверный великий князь Александр Невский принимает папского легата», которая украшала старый храм Христа Спасителя до его уничтожения в 1930-е.
Коллекция музея состоит из оружия того времени, орденов, медалей, монет, художественных произведений, коллекции нумизматики, табакерок, жалованных перстней, а также серебряного ковчежеца благодарственной грамоты Александра I московскому дворянству. На установленных по периметру музея экранах демонстрируются отрывки из документальных фильмов. На стенах расположены картины Верещагина. Одним из самых ценных экспонатов выставки является сабля Наполеона, которая, согласно легенде, была передана графу Павлу Шувалову, спасшему Наполеона от рук французских крестьян возле Фонтенбло.